# Pierre-Adrien Toulorge
Pour les articles homonymes, voir Toulorge.
Pierre-Adrien Toulorge né le 4 mai 1757 à Muneville-le-Bingard (diocèse de Coutances), mort guillotiné le 13 octobre 1793 à Coutances, est un chanoine prémontré, martyr de la Révolution française et bienheureux de l’Église catholique.
Le décret de l’Église catholique le déclarant martyr, car « tué en haine de la foi en 1793 », a été promulgué par la congrégation pour les causes des saints le 2 avril 2011.
Le pape Benoît XVI a donné son accord à la béatification de Pierre-Adrien Toulorge le 2 avril 2011, au terme d’un procès démarré en 1922, interrompu vers 1928 et repris en 1995 (postulateurs : père Jean-Baptiste Lechat pour le Diocèse de Coutances ; R.P. Gabriel Wolf pour l'ordre des Prémontrés). Depuis cette dernière date, une messe du souvenir est célébrée chaque mois de juillet à l'ancienne église de Doville, située dans la lande du Mont de Doville (Cotentin).
La cérémonie de béatification du père Pierre-Adrien Toulorge a eu lieu le 29 avril 2012 à Coutances, en la cathédrale Notre-Dame.